# Protais (évêque)
Pour les articles homonymes, voir Saint Protais.
Protais, en latin : Prothasius, en francoprovençal : Prex, est un prélat, évêque de Lausanne dans la seconde moitié du VIIe siècle, reconnu comme saint par les Églises catholiques et orthodoxes, il est fêté le 6 novembre.

## Biographie
Protais, probablement né en l'an 640, serait originaire de Venesia, un terme confus pouvant faire allusion soit à Venise ou à Vevey,.

### Épiscopat
Il est attesté qu'il devient évêque de Lausanne en 652 ou 653. Durant son épiscopat, il agrandit la chapelle de Saint-Thyrse créée par son prédécesseur Marius d'Avenches et la lui dédie ; ce dernier faisant déjà l'objet d'une dévotion. Elle devient ainsi la chapelle Saint-Maire.
Avec le soutien du duc de Bourgogne Félix et de sa femme Ermentrude, il permet la construction à Baulmes d'un monastère et d'une église dédiée à la vierge Marie.
Il entreprend aussi la restauration de l'église principale de Lausanne.  Pour cela, il obtient l'autorisation d'exploiter le bois de la forêt du mont Tendre.

### Mort et succession
En allant aider les bûcherons, il y décède lorsqu'un arbre mal dirigé lui tombe dessus. Il est alors porté jusqu'à un endroit propice pour le mettre en bière. Cet endroit deviendra par la suite la commune de Bière,. De là, ses reliques sont transportées à la commune de Basuges, qui par la suite deviendra Saint-Protais, et par déformation Saint-Prex.
Au XIVe siècle, ses reliques sont déplacées (translatio) à la cathédrale Notre-Dame de Lausanne. Il est représenté sur les stalles de la cathédrale.

## Dévotion
Chez les catholiques, selon le Martyrologe romain, saint Protais est fêté le 6 novembre, particulièrement dans le diocèse de Lausanne, Genève et Fribourg.